# Metecan Birsen
James Metecan Birsen (Kadıköy, 6 aprile 1995) è un cestista turco con cittadinanza irlandese.

## Carriera
Con la Turchia ha disputato i Campionati mondiali del 2019.

## Palmarès
- Campionato turco: 5

Fenerbahçe: 2013-2014, 2021-2022, 2023-2024, 2024-2025
Anadolu Efes: 2018-2019
- Coppa di Turchia: 3

Fenerbahçe Ülker: 2012-2013, 2024, 2025
- Coppa del Presidente: 2

Fenerbahçe Ülker: 2013
Anadolu Efes: 2018
- Eurolega: 1

Fenerbahçe: 2024-2025